# Laphria egregia
Laphria egregia är en tvåvingeart som beskrevs av Wulp 1898. Laphria egregia ingår i släktet Laphria och familjen rovflugor. Inga underarter finns listade i Catalogue of Life.